# Wendlandia erythroxylon
Wendlandia erythroxylon är en måreväxtart som beskrevs av John Macqueen Cowan. Wendlandia erythroxylon ingår i släktet Wendlandia och familjen måreväxter.
Artens utbredningsområde är Taiwan. Inga underarter finns listade i Catalogue of Life.